# Giardino botanico di New York
Il giardino botanico di New York (in inglese: The New York Botanical Garden) è uno dei primi giardini botanici degli Stati Uniti, situato nel quartiere del Bronx della città di New York. Si estende per oltre 1 km² e contiene al suo interno più di 48 giardini e collezioni di piante. È patrimonio nazionale degli USA dal 1967.

## Biblioteca LuEsther T. Mertz
Quando, nel 1881, fu predisposto il terreno dal Parlamento dello Stato di New York per la creazione di «…un giardino botanico pubblico di elevato livello» per la città di New York, la biblioteca e la serra furono le prime due strutture erette sul medesimo. Eminenti personalità civili e finanziarie, fra le quali Andrew Carnegie, Cornelius Vanderbilt, e J. Pierpont Morgan, collaborarono al finanziamento della costruzione ed al suo miglioramento con il comitato cittadino.
Fondata nel 1899, la biblioteca "LuEsther T. Mertz" è considerate la biblioteca botanica più grande e completa degli Stati Uniti d'America. Oltre a libri di botanica ed orticoltura, le collezioni della biblioteca vengono utilizzate per studi in campi diversi come storia, antropologia, progettazione di ambienti ed edifici, storia dell'architettura, etnobotanica, botanica economica, storia urbana e sociale e politica ambientale. Oltre agli attuali testi scolastici, la Mertz Library conserva molte edizioni rare e d'importanza storica che vanno dagli erbari medievali alle descrizioni dei principali giardini del XVII secolo in Europa agli scritti di Linneo e di Charles Darwin.
La biblioteca, nei suoi oltre cento anni di vita, è stata diretta da una serie di competenti persone:
- D.T. MacDougal (Bibliotecario nel 1899)
- Anna Murray Vail (gennaio 1900 - settembre 1907)
- John Hendley Barnhart (ottobre 1907 - dicembre 1912)
- Sarah Harlow (gennaio 1913 - ottobre 1937)
- Elizabeth C. Hall (novembre 1937 - 1960)
- James J. Daly, Administrative Librarian (1960 - 1961)
- Robert Jones, Administrative Librarian, 1962
- Mulford Martin, Acting Senior Curator of the Library (1964 - 1965)
- John F. Reed, Curator of the Library (1965 - 1971)
- Charles R. Long, Administrative Librarian (1972 - 1986)
- John F. Reed, VP for Education and Director of the Library (novembre 1992 - giugno 2003)
- Susan Fraser, Director of the Library (2004 - present)

La collezione crebbe sia tramite l'acquisto di libri che grazie a generose donazioni di significative raccolte librarie di botanica ed orticoltura da parte di famosi botanici, giardinieri, scienziati e collezionisti di libri   Fra le personalità più importanti che hanno donato le loro collezioni personali alla LuEsther T. Mertz Library, vi sono: 
- Eleanor Cross Marquand
- Sarah Gildersleeve Fife
- Lucien Marcus Underwood
- Robert Hiester Montgomery
- Emil Starkenstein
- John Torrey
- Harriet Barnes Pratt
- David Hosack